# Josip Katalinski
Josip Katalinski (2. května 1948 Sarajevo – 9. června 2011 Sarajevo) byl jugoslávský fotbalista bosenskohercegovské národnosti, obránce. Zemřel 9. června 2011 ve věku 63 let na rakovinu.

## Fotbalová kariéra
Hrál v jugoslávské lize za FK Željezničar Sarajevo (1965–1975) a ve francouzské lize za OGC Nice (1975–1978). V Poháru mistrů evropských zemí nastoupil ve 2 utkáních a v Poháru UEFA nastoupil v 11 utkáních a dal 4 gól. V roce 1972 jugoslávskou ligu. Na Mistrovství světa ve fotbale 1974 byl členem jugoslávské reprezentace, nastoupil ve všech 6 utkáních. Byl i členem jugoslávské reprezentace na Mistrovství Evropy ve fotbale 1976, nastoupil ve 2 utkáních, celkem za reprezentaci Jugoslávie nastoupil ve 41 utkáních a dal 10 gólů. V roce 1974 byl vyhlášen jugoslávským fotbalistou roku.

## Ligová bilance
| Ročník                          | Zápasy | Góly | Klub                    |
| ------------------------------- | ------ | ---- | ----------------------- |
| Jugoslávská Prva liga 1965/1966 | 19     | 0    | FK Željezničar Sarajevo |
| Jugoslávská Prva liga 1966/1967 | 25     | 0    | FK Željezničar Sarajevo |
| Jugoslávská Prva liga 1967/1968 | 20     | 0    | FK Željezničar Sarajevo |
| Jugoslávská Prva Liga 1969/1970 | 25     | 2    | FK Željezničar Sarajevo |
| Jugoslávská Prva liga 1970/1971 | 31     | 2    | FK Željezničar Sarajevo |
| Jugoslávská Prva liga 1971/1972 | 34     | 12   | FK Željezničar Sarajevo |
| Jugoslávská Prva liga 1972/1973 | 25     | 4    | FK Željezničar Sarajevo |
| Jugoslávská Prva liga 1973/1974 | 32     | 1    | FK Željezničar Sarajevo |
| Jugoslávská Prva liga 1974/1975 | 29     | 11   | FK Željezničar Sarajevo |
| Ligue 1 1975/1976               | 33     | 10   | OGC Nice                |
| Ligue 1 1976/1977               | 35     | 7    | OGC Nice                |
| Ligue 1 1977/1978               | 35     | 11   | OGC Nice                |
| CELKEM 1. jugoslávská liga      | 230    | 32   |                         |
| CELKEM 1. francouzská liga      | 103    | 28   |                         |